# Парамонт-Лонг Медоу (Мериленд)
Парамонт-Лонг Медоу (енгл. Paramount-Long Meadow) насељено је место без административног статуса у америчкој савезној држави Мериленд.

## Демографија
По попису из 2010. године број становника је 2.571, што је 151 (-5,5%) становника мање него 2000. године.
| Група             | 2000.         | 2010.         |
| Белци             | 2.541 (93,4%) | 2.319 (90,2%) |
| Афроамериканци    | 67 (2,5%)     | 113 (4,4%)    |
| Азијати           | 66 (2,4%)     | 48 (1,9%)     |
| Хиспаноамериканци | 23 (0,8%)     | 47 (1,8%)     |
| Укупно            | 2.722         | 2.571         |